# Besseria dimidiata
Besseria dimidiata là một loài ruồi trong họ Tachinidae.